# کماه
کماه (به ترکی استانبولی: Kemah) یک منطقهٔ مسکونی در ترکیه است که در استان ارزنجان واقع شده‌است. کماه ۱٬۱۳۰ متر بالاتر از سطح دریا واقع شده‌است.